# قريوطة مفلطحة
قريوطة مفلطحة (الاسم العلمي: Caryota obtusa) هو نوع نباتي يتبع جنس القريوطة من فصيلة الفوفلية.